# Cryptandra monticola
Cryptandra monticola är en brakvedsväxtart som beskrevs av B.L. Rye och M.E. Trudgen. Cryptandra monticola ingår i släktet Cryptandra och familjen brakvedsväxter. Inga underarter finns listade i Catalogue of Life.